# Грешнякова, Елена Геннадьевна
Елена Геннадьевна Грешнякова (род. 24 июня 1968) — российский политик, член Совета Федерации (с 2018 по 2021 гг).

## Биография
Родилась 24 июня 1968 года в посёлке городского типа Мгачи на Сахалине. В 1989 году окончила Александровск-Сахалинское педагогическое училище, в 2006 году — Дальневосточный государственный гуманитарный университет, с 1989 по 2009 год работала в школах города Бикин Хабаровского края, в 2009—2014 годах являлась помощником депутата Государственной думы.
Выставляла свою кандидатуру на выборах главы Бикинского муниципального района Хабаровского края 4 декабря 2011 года, но с результатом 31,49 % проиграла действующему главе города единороссу Александру Швиткому, набравшему 45,42 % голосов. В 2012 году баллотировалась от ЛДПР в Сахалинскую областную думу VI созыва, однако вновь не добилась успеха. С 2014 по 2018 год являлась депутатом Законодательной думы Хабаровского края VI созыва, пройдя в региональный парламент на выборах 14 сентября 2014 года по списку ЛДПР (в одномандатном Южном округе № 1 она уступила Татьяне Мовчан из «Единой России», получив почти в три раза меньше голосов (15,38 % против 41,66 %). В 2016 году была выдвинута партией кандидатом на выборах в Государственную думу VII созыва по Хабаровскому одномандатному избирательному округу № 69, но добилась поддержки только 20,82 % избирателей, пропустив вперёд кандидата «Единой России» Бориса Гладких (36,94 %).
28 сентября 2018 года вступивший в должность новый губернатор Хабаровского края Сергей Фургал назначил Е. Г. Грешнякову членом Совета Федерации — представителем исполнительного органа государственной власти (впервые сенатором от Хабаровского края стала женщина).
В 2021 году на фоне протестов в Хабаровском крае вышла из партии ЛДПР из-за позиции Владимира Жириновского. На внеочередных выборах губернатора Хабаровского края кандидатом от другой партии не участвовала. Баллотировалась кандидатом в депутаты Государственной Думы от Партии пенсионеров, возглавив список Дальневосточной территориальной группы этой партии, по итогам голосования список не преодолел процентный барьер.
24 сентября 2021 года избранный губернатором Михаил Дегтярёв назначил представителем правительства Хабаровского края в Совете Федерации Андрея Базилевского.

## Награды
- Ведомственная медаль Министерства обороны Российской Федерации «За участие в военном параде в День Победы» (2020)[8].